# Rodrigo Ely
Rodrigo Ely (ur. 3 listopada 1993 w Lajeado) – brazylijski piłkarz występujący na pozycji obrońcy w brazylijskim klubie Grêmio. Wychowanek Grêmio, w swojej karierze grał też w takich klubach, jak Reggina, Varese oraz Avellino. Posiada obywatelstwo włoskie. Były młodzieżowy reprezentant Włoch oraz Brazylii.